# ناتان مایر روتشیلد
ناتان مایر روتشیلد (انگلیسی: Nathan Mayer Rothschild؛ ۱۶ سپتامبر ۱۷۷۷ – ۲۸ ژوئیهٔ ۱۸۳۶) کارآفرین، بانکدار، بازرگان و مدیر ارشد اجرایی بریتانیایی بود، که در سال ۱۸۱۱ بانک ان ام روتشیلد اند سانز را تأسیس نمود. وی در سال ۱۸۸۴ میلادی، به عضویت مجلس لردها درآمد و اولین شهروند یهودی-بریتانیایی شد که به آن مقام رسید. وی از بنیانگذاران خانواده روتشیلد می‌باشد.